# 劳里·科尔皮科斯基
劳里·科尔皮科斯基（芬蘭語：Lauri Korpikoski，1986年7月28日—），生于图尔库，芬兰男子冰球运动员。他曾代表芬兰国家队参加2014年冬季奥林匹克运动会冰球比赛，获得一枚铜牌。